# Ёдмадмас
Ёдмадмас — река в России, протекает по Удорскому району Республики Коми. Устье реки находится в 13 км по правому берегу реки Ёд. Течёт, практически, в меридиональном направлении с юга на север, длина реки составляет 10 км.

## Данные водного реестра
По данным государственного водного реестра России относится к Двинско-Печорскому бассейновому округу, водохозяйственный участок реки — Мезень от истока до водомерного поста у деревни Малонисогорская. Речной бассейн реки — Мезень.
Код объекта в государственном водном реестре — 03030000112103000043971.